# Д'ячков Юрій Анатолійович
Ю́рій Анато́лійович Д'ячко́в (Дьячков; 1980—2014) — солдат Збройних сил України, учасник російсько-української війни.

## Життєпис
Народився 1980 року в селі Розумівка (Запорізький район, Запорізька область). 1998 року закінчив Розумівську ЗОШ. Протягом 1999—2000 років служив у лавах ЗС України. З 2000 по 2003 рік працював у Державній службі охорони (Запоріжжя). У 2005—2013 роках — контролер, ОАО «Запоріжсталь».
31 липня 2014-го мобілізований, солдат номера обслуги, 6-та гаубична артилерійська батарея 2-го гаубичного дивізіону 55-ї окремої артилерійської бригади.
25 серпня 2014 року, виконуючи бойове завдання, загинув вночі під час мінометного обстрілу, який вчинили терористи біля Старобешевого.
Похований у селі Нижня Хортиця Запорізького району.
Без сина лишилась мама Варвара Олександрівна. Проживає в Нижній Хортиці; працює на центральних очисних спорудах № 2 запорізького КП «Водоканал», розташованих в тому ж селі.

## Нагороди та вшанування
За особисту мужність і героїзм, виявлені у захисті державного суверенітету та територіальної цілісності України, вірність військовій присязі під час російсько-української війни
- нагороджений орденом «За мужність» III ступеня (26.2.2015).
- Його портрет розміщений на меморіалі «Стіна пам'яті полеглих за Україну» в Києві: секція 3, ряд 10, місце 11
- Вшановується 25 серпня на щоденному ранковому церемоніалі вшанування українських захисників, які загинули цього дня в різні роки внаслідок російської збройної агресії[1]
- Почесний громадянин Запорізького району (посмертно; рішенням Запорізької районної ради № 19 від 25 грудня 2014 року)
- У Розумівській школі відкрито пам'ятну дошку честі Юрія[2]